# Hemerobius parvulus
Hemerobius parvulus is een insect uit de familie van de bruine gaasvliegen (Hemerobiidae), die tot de orde netvleugeligen (Neuroptera) behoort. 
Hemerobius parvulus is voor het eerst wetenschappelijk beschreven door Rambur in 1842.